# Árbitro de xadrez
Árbitros de Xadrez são profissionais do enxadrismo certificados pela FIDE e pelas Federações Nacionais que arbitram os campeonatos e torneios nacionais e internacionais. A FIDE (Federação Internacional de Xadrez) reconhece 3 categorias:
- Árbitro Nacional de Xadrez (AN), qualquer árbitro que não faça parte do quadro oficial da FIDE  (Federação Internacional de Xadrez), mas que estão inseridos no quadro de árbitros das federações nacionais filiadas.
- Árbitro FIDE (AF), um dos títulos concedidos pela FIDE (Federação Internacional de Xadrez) aos árbitros que são aprovados no "FIDE Arbiter Seminar" e preenchem alguns requisitos formais. É a categoria de ingresso no quadro de arbitragem da  FIDE (Federação Internacional de Xadrez).
- Árbitro Internacional de Xadrez (AI), o título máximo concedido pela FIDE (Federação Internacional de Xadrez) aos árbitros que preenchem todos os requisitos formais para o mesmo, após a passagem pela categoria de Árbitro FIDE.

Atualmente, além de ser reconhecido em umas das 3 categorias pela  FIDE (Federação Internacional de Xadrez), o árbitro precisa estar "ativo", ou seja, em dia com um pagamento único cobrado pela entidade internacional, o qual só será novamente exigido em caso de troca de categoria (ascensão de título ou categoria de enquadramento - "D", "C", "B" ou "A") ou em caso de se tornar inativo (mais de 5 anos sem arbitrar nenhum torneio oficial da FIDE).
Os cursos para ingresso na categoria Árbitro FIDE (FIDE Arbiter Seminar) são ministrados por Árbitros Internacionais que receberam o título de "Lecturer FIDE". No mundo, apenas 3 são de Países com o Português como língua oficial (2 brasileiros e 1 português).